# 汉斯·施奈德
汉斯·施奈德（德語：Hans Schneider，1909年10月21日—1972年7月19日），德国男子水球运动员。他曾代表德国参加1936年夏季奥林匹克运动会水球比赛，获得一枚银牌。他也参加了1938年欧洲锦标赛，同样获得亚军。